# Vetren (distrikt i Bulgarien, Pazardzjik)
Vetren (bulgariska: Ветрен) är ett distrikt i Bulgarien.   Det ligger i kommunen Obsjtina Septemvri och regionen Pazardzjik, i den centrala delen av landet, 80 km sydost om huvudstaden Sofia.
I omgivningarna runt Vetren växer i huvudsak blandskog. Runt Vetren är det ganska glesbefolkat, med 28 invånare per kvadratkilometer.